# Яната Артур Ігорович
Янáта Артур Ігорович (нар. 31 жовтня 1995, Стрий, Україна) — український футболіст, центральний захисник клубу з м. Івано-Франківськ, «Ревера 1908».

## Життєпис
Артур Яната народився 31 жовтня 1991 року в м. Стрий, Львівської області.
В 2011 році на молодіжному рівні виступав за моршинську «Скалу». На професійному рівні в Україні дебютував 23 травня 2021 року в Другій Лізі ПФЛ за «Рубікон» (Київ) в матчі 9 туру, групи А «Рубікон Київ» (1:3) «Буковина», Артур вийшов в основному складі й відіграв увесь поєдинок.